# JR西日本テクノス
株式会社JR西日本テクノス（ジェイアールにしにほんテクノス）は、大阪府大阪市北区に本社を置く、鉄道車両・鉄道関連設備の保守整備等を主たる業務とする西日本旅客鉄道（JR西日本）の連結子会社である。

## 概要
1953年に日本国有鉄道の関連会社として設立。国鉄分割民営化以後はJR西日本の関連会社として、JR西日本在来線車両の車両研修業務の受託や車両部品・保守用車等の設計・製造、体質改善工事などを手がけている。JR西日本の各総合車両所（金沢/吹田/網干/下関）内に支店を、総合車両所の支所・派出内に事業所を有するほか、独自の設計・製造拠点として姫路製作所（兵庫県姫路市御国野町御着）を有している。

### 主な子会社
JR西日本新幹線テクノス
福岡県春日市に本社を置き、博多総合車両所内に主となる事業所を置いている。主にJR西日本の新幹線車両の検修・改修を行っている。前身は西鉄興産株式会社から独立した博新車両工業株式会社で、西鉄グループに属していた。
JR西日本後藤テック
鳥取県米子市に本社を置き、後藤総合車両所内に事業所を置いている。主に中国・山陰地区で使用されるJR西日本や私鉄・第三セクターの車両の検修・改修を行っている。一畑電車7000系電車の最終組立も行った。

## 沿革
- 1953年（昭和28年）10月 - 日本国有鉄道の車両部品の修理および機械設備工事等の事業を行う太陽工業株式会社として創立[3]。
- 1970年（昭和45年）4月 - 商号を関西交通機械株式会社に変更[3]。
- 1991年（平成3年）10月 - 商号を株式会社ジェイアール西日本テクノスに変更[3]。
- 1992年（平成4年）8月 - 本社を大阪市此花区から大阪市淀川区に移転[3]。
- 2004年（平成16年）11月 - 本社を大阪市淀川区から兵庫県尼崎市に移転[3]。
- 2009年（平成21年）10月 - 機械事業部を新交工機株式会社に統合、商号をジェイアール西日本テクノスに変更、本社を兵庫県尼崎市におく[3]。旧ジェイアール西日本テクノスはJR西日本テクシアに商号変更。
- 2019年（平成31年）1月 - 商号を株式会社JR西日本テクノスに変更。
- 2019年（平成31年）2月 - 本社を現在地へ移転[4]。